# Créhange
Créhange là một xã trong vùng Grand Est, thuộc tỉnh Moselle, quận Boulay-Moselle, tổng Faulquemont. Tọa độ địa lý của xã là 49° 03' vĩ độ bắc, 06° 34' kinh độ đông. Créhange nằm trên độ cao trung bình là 325 mét trên mực nước biển, có điểm thấp nhất là 232 mét và điểm cao nhất là 388 mét. Xã có diện tích 10,46 km², dân số vào thời điểm 1999 là 3891 người; mật độ dân số là 371 người/km². Xã nằm khoảng 32 km về phía đông của Metz.

## Thông tin nhân khẩu
| 1962  | 1968  | 1975  | 1982  | 1990  | 1999  |
| ----- | ----- | ----- | ----- | ----- | ----- |
| 3.388 | 3.569 | 3.355 | 4.017 | 3.854 | 3.891 |